# Trgovačko društvo
Trgovačko društvo je samostalna gospodarska, tehnička i društvena cjelina u vlasništvu određenih subjekata, koja proizvodi proizvode ili usluge za potrebe tržišta, koristeći se odgovarajućim resursima i snoseći poslovni rizik, radi ostvarivanja dobiti i drugih ekonomskih i društvenih ciljeva.
Trgovačko društvo je trgovac - pravna osoba, koja samostalno i trajno obavlja gospodarsku ili bilo koju drugu djelatnost, radi ostvarivanja dobiti proizvodnjom, prometom robe ili pružanjem usluga na tržištu, a čiji su osnivanje i ustroj određeni Zakonom o trgovačkim društvima (NN 111/93., 34/99., 52/00, 118/03).

## Pojam poduzeća, poduzetnika i poduzetništva
Poduzeće je samostalna gospodarska, tehnička i društvena cjelina u vlasništvu određenih subjekata, koja proizvodi dobra ili usluge za potrebe tržišta, koristeći se odgovarajućim resursima i snoseći poslovni rizik, radi ostvarivanja dobiti i drugih ekonomskih i društvenih ciljeva.
Poduzeća se mogu sistematizirati prema:
- oblicima vlasništva,
- stupnju odgovornosti prema vjerovnicima,
- predmetu poslovanja,
- veličini.

Poduzetnik je osoba koja posluje na vlastiti rizik. Raspolaže sredstvima potrebnim za određenu gospodarsku djelatnost i samostalno donosi odluke koje se odnose na tu djelatnost, organizira i kombinira proizvodne činitelje, koordinira njihovo djelovanje, nadzire, rukovodi i upravlja cjelokupnim radom i poslovanjem. Zarada poduzetnika je poduzetnička dobit, koja ostaje nakon što se iz ukupnog prihoda odbiju troškovi.
Poduzetništvo je ukupnost poduzetnikovih organizacijskih, nadzornih, usmjeravajućih, rukovodećih i upravljačkih funkcija. U ekonomskoj se teoriji promatra kao posebni proizvodni faktor. Zadatak mu je da na najpovoljniji način kombinira i koordinira proizvodne faktore i tako maksimizira čisti profit. Izrazi “management” i “poduzetništvo” često se upotrebljavaju kao sinonimi, ali među njima postoje razlike jer management ne znači nužno uključivanje rizika, a poduzetništvo uvijek uključuje rizik.

## Poduzetničke funkcije
Funkcija upravljanja označava određivanje i usmjeravanje. Ona se ogleda u donošenju za poduzeće vitalnih odluka o procesima rada i o rezultatima rada. Ova je funkcija u suštini uvjetovana društvenim sustavom i organizacijskom strukturom društva i gospodarstva. Ta funkcija redovito pripada vlasniku neposredno, ali u novije doba on ju djelomično ili u cijelosti prenosi na managera.
Funkcija vođenja kao pojam nema tradiciju u gospodarstvu već u politologiji, sociologiji i psihologiji. Vodstvo kao društveni odnos nastaje između pojedinaca ili više njih i ostalih pripadnika određene društvene skupine, gdje pojedinac ili više njih podržava i potiče ostvarivanje zadataka i ciljeva pojedine skupine. Vodstvo nije funkcija, ono je konglomerat međuljudskih odnosa. Vođa je svatko tko ima sljedbenike.
Funkcija rukovođenja je proces usmjeravanja, organiziranja i ponašanja drugih radi ostvarivanja nekog zadatka poduzeća onako kako su upravljačkom ili poduzetničkom odlukom ti zadaci i ciljevi postavljeni. Nosioci funkcije rukovođenja su djelatnici na različitim razinama složenosti zadatka, s odgovarajućim stupnjem ovlaštenja i odgovornosti u organizacijskoj strukturi poduzeća.
Izvršna funkcija realizira konkretizirane aktivnosti, odnosno čovjek na svom radnom mjestu obavlja svoj zadatak, izvršavajući time i dio zadatka poduzeća u cjelini. Dok je sadržaj funkcije upravljanja u donošenju za poduzeće vitalnih odluka o procesima i rezultatima rada, izvršna funkcija te odluke realizira.

## Oblici poduzetništva
Individualno poduzetništvo se temelji na tržišnoj konkurenciji posebno u sklopu malih i srednjih poduzeća. Ono obično predstavlja usku povezanost vlasništva, upravljanja i rizika. Redovito se u istoj osobi sjedinjuju vlasnička, poduzetnička i upravljačka funkcija, pa i sam management u užem rukovoditeljskom smislu.
Kolektivno (korporacijsko) poduzetništvo je u teoriji sporan fenomen. U nekih teoretičara ono se pojavljuje kao svojevrsna reakcija na glorificiranje i mitologiziranje individualnog poduzetništva i poduzetnika. Neki smatraju da je već sam pojam kolektivno poduzetništvo samo sebi suprotnost, jer je za poduzetništvo svojstvena individualna aktivnost. Drugi ne odbacuju kolektivno poduzetništvo, ali upozoravaju da je ono povezano s ograničenom konkurencijom, te da podjelom vlasničkih, upravljačkih i rizičnih funkcija, uz naglašeni management stvara određene probleme.
Eksterno poduzetništvo je najstariji i temeljni oblik poduzetničke aktivnosti, a proizlazi iz same činjenice da je poduzeće kao poslovni sustav smješteno u određenu užu ili širu okolinu, te u ekonomski sustav zemlje. Poduzeće kao poslovni sustav iz te okoline pribavlja sve činitelje proizvodno-poslovnog procesa i plasira svoje proizvode i usluge – obavlja razmjenu sa svojom okolinom. U njoj se vrednuju njegovi proizvodi. Upravo na toj vezi poduzeća i okoline ostvaruje se najveći dio poduzetničke aktivnosti. Sve ono što je prethodno istaknuto u svezi s poduzetništvom odnosi se pretežno na eksterno poduzetništvo. No, s obzirom na promjene koje se događaju unutar velikih poduzeća, brojna se poduzetnička svojstva proširuju i na područje unutarnje poslovne aktivnosti – dakle unutar određenog većeg poduzeća.
Interno poduzetništvo obično je vezano za stvaranje novih poduzeća ili različitih poslovnih, istraživačko-razvojnih i drugih jedinica s više ili manje potpunom ekonomskom samostalnošću unutar starog poduzeća. Ono istodobno znači i širenje nekih managerskih funkcija na području istog poduzetništva. Usporedno s time stvaraju se i određena unutarnja tržišta, ne samo roba nego i kapitala, financijskih sredstava, znanja i slično.

## Poveznice
- Pravo društava
- Društvo kapitala
- Društvo osoba
- Trgovačko pravo
- Korporacija

- Zakon o trgovačkim društvima - Narodne Novine